# カノジョの妹とキスをした。
『カノジョの妹とキスをした。』（カノジョのいもうととキスをした）は、海空りくによる日本のライトノベル。イラストはさばみぞれが担当している。GA文庫（SBクリエイティブ）より2020年4月から2022年9月まで刊行された。略称は「いもキス」。『このライトノベルがすごい! 2021』にて文庫部門8位と新作部門5位を受賞。
メディアミックスとして、加藤かきとによるコミカライズが「マンガUP!」（スクウェア・エニックス）にて、2022年5月より連載されている。主人公が恋人と恋人の妹との間で感情を揺らがせるラブコメディを描く。作者の海空によると、「タイトルそのもので作品の説明ができてる」作品。

## あらすじ
普通の男子高校生の佐藤博道は恋人である才川晴香と交際一ヶ月でやっと手を繋いだ。しかしその日、親が再婚して晴香の双子の妹である佐藤時雨が義妹になってしまった。小悪魔で甘えん坊な時雨の存在を晴香に話す事ができず、博道と時雨の不純愛なラブコメの日々が始まった。

## 登場人物
佐藤 博道（さとう ひろみち）
本作の主人公。作者によると、普通の男の子。
佐藤 時雨（さとう しぐれ）
本作のヒロインの一人。親が再婚したことにより博道の義妹となる。事情により晴香と離ればなれになった双子の妹であるため、外見が似ている。
才川 晴香（さいかわ はるか）
本作のヒロインの一人。博道の恋人。

## 制作背景

### 刊行まで
「異世界ファンタジーブーム」から「ラブコメブーム」へと移り変わり始め、「そんな流れの中で登場してきた作品には、純愛寄りの作品が多かった」と分析をした海空は、「自分なりの好きな純愛を描いて提供することで、新しい扉を開きに行きたい」と考え、本作の構想を開始させる。本作が刊行される2年ほど前から、企画されていた。タイトルの構想には「2ヶ月近くかかった」といい、苦労したという。「作品としてわかりやすい」タイトルにするよう意識している海空が、「読者の感情をより動かしつつ興味を持ってもらえるタイトル」を考えた結果、本作のタイトルが決定している。2020年4月にようやく刊行され、海空は「企画始動から2年越しにようやくお披露目することができた」という想いを抱いている。

### 作品について
海空にとっての「純愛」とは、「真剣なことであったり、純度の高いこと」である。純愛と平和は同等ではなく、複数の純愛に平和はありえないが、「純度の高い想いに充てられておかしくなっていく姿」や「彼女がいるのに、他の女の子から寄せられる純度の高い想いに揺れ、身を持ち崩していく」という「過程で生じるエモさ」を描きたいと海空は話している。「普通の男の子」であるために感情をグラグラと揺らす博道の、「その感情の揺れがとにかく好き」だという海空は、読者に「そういう面白さを感じて欲しい」と考えて執筆を行っている。

### キャラクターについて
「ヒロイン同士の仲がいいほうが盛り上が」り、「仲がいいだけではなく、切ろうとしても決定的に切れない縁」がいいと構想され、血縁関係があり、さらに双子なら修羅場になるだろうと海空が考えたことにより、本作のような「ヒロインの関係性」となった。

## 既刊一覧

### 小説
- 海空りく（著）・さばみぞれ（イラスト） 『カノジョの妹とキスをした。』 SBクリエイティブ〈GA文庫〉、全4巻
  1. 2020年4月30日初版第一刷発行（4月14日発売[6]）、ISBN 978-4-8156-0631-2
  2. 2020年9月30日初版第一刷発行（9月11日発売[7]）、ISBN 978-4-8156-0728-9
  3. 2021年9月30日初版第一刷発行（9月14日発売[8]）、ISBN 978-4-8156-1225-2
  4. 2022年9月30日初版第一刷発行（9月14日発売[9]）、ISBN 978-4-8156-1458-4

### 漫画
- 海空りく（原作）・加藤かきと（作画）・さばみぞれ（キャラクター原案）・敷誠一（構成） 『カノジョの妹とキスをした。』 スクウェア・エニックス〈ガンガンコミックスUP!〉、既刊2巻（2023年10月6日現在）
  1. 2022年10月6日初版発行（同日発売[10][11]）、ISBN 978-4-7575-8193-7
  2. 2023年10月6日発売[12]、ISBN 978-4-7575-8841-7